# Kinder des Judas
Kinder des Judas ist ein Vampirroman des deutschen Schriftstellers Markus Heitz, der 2007 im Münchner Verlag Droemer Knaur erschien. Der Roman hat einen Umfang von etwa 702 Seiten und ist in vier Teile aufgeteilt: Das Mädchen, Aeterna, Entdeckungen und Tod.
Das Buch thematisiert die unfreiwillige Einführung eines jungen Mädchens in die Geheimgesellschaft der Kinder des Judas, eine Bruderschaft mächtiger Vampire. Die Geschichte spielt im Serbien des 17. und 18. Jahrhunderts und wird mit einem parallelen Handlungsstrang aus dem Leipzig der Gegenwart verwoben.

## Handlung

### 1. Erzählstrang
17. und 18. Jahrhundert, Osmanisches Tributland (später Habsburgisches Territorium): Jitka lebt mit ihrer Mutter in der Stadt Gruza in einer heruntergekommenen Hütte. An ihrem Unterarm trägt sie seit ihrer Geburt ein blutrotes Mal. Wegen dieses Teufelsmals und ihrem bösen Blick wird sie von den Dörflern gemieden. Eines Tages kommen türkische Soldaten, Janitscharen, ins Dorf, um einen Jungen zu suchen, der von den Abgaben des Dorfes gestohlen haben soll. Es stellt sich heraus, dass sich der Junge ausgerechnet auf dem Dachboden von Jitkas Haus versteckt. Janja, Jitkas Mutter, wird daraufhin von den Soldaten gewaltsam mitgenommen und stürzt später mit der Gefängniskutsche eine Klippe hinunter. Doch ihre Tochter kann fliehen und findet Unterschlupf bei dem Großbauern, für den die Mutter gearbeitet hat.
Nach einer Zeit voller Trauer wird sie von einem Mann namens Karol Illciz abgeholt, der sehr wohlhabend wirkt und behauptet, ihr Vater zu sein. Nachdem er ihr die Hälfte eines Amulettes gezeigt hat, dessen andere Hälfte die Mutter besaß, folgt sie ihm. Karol bringt sie in eine Mühle am Waldrand, wo sie von nun an leben soll. Jitkas Vater ist, wie sich herausstellt, ein leidenschaftlicher Wissenschaftler und unterrichtet seine Tochter im Bereich der Forschung, in Sprachen und im Messerkampf. Jitka, die den Tod ihrer Mutter rächen will, benennt sich deshalb um in Scylla (nach einer griechischen Sagenfigur, die auf Rache sann). Später erfährt sie, dass ihr Vater einem geheimen Bund der Wissenschaft angehört: Es ist die sogenannte Cognatio (aus dem Lateinischen, Übersetzung: Blutsverwandtschaft), die zum Wohle der Menschheit forscht. Sie nennt sich auch Kinder des Judas.
In ihrer Jugend verliebt sich Scylla in einen Hirtenjungen namens Giure und kommt in den Genuss ihrer ersten sexuellen Erfahrungen, welche nicht ohne Folgen bleiben. Karol bemerkt die Liebesspielchen, betäubt Scylla, nimmt ihr das Kind und tötet Giure. Gerade als Scylla bemerkt, dass im Laboratorium ihr Fötus in einem Glas schwimmt, attackieren die Dörfler, die den Tod Giures rächen wollen, die Mühle. Sie töten Karol und Scylla. Doch Karols Tochter, die im Gegensatz zu ihrem Vater zum ersten Mal gestorben ist, erwacht als Untote (weil sie eine Aeterna, eine Vampirin ist) und zieht sich in den Wald zurück, in dem sie sich eiskalt und wahllos ihrem Blutrausch hingibt und nach und nach diejenigen tötet, die ihren Vater ermordet haben.
Nach einiger Zeit findet sie wieder zur Ruhe und nutzt ihre weiblichen Reize bei Fürsten und Adeligen, um sich ein schöneres, angenehmeres Leben zu machen und nicht als Vampir im Wald hausen zu müssen. Viel Zeit vergeht, die sie mit Männern im Bett, mit Bluttrinken und Intrigen verbringt, doch dann trifft sie auf Marek, der Mitglied der Kinder des Judas ist. Mit seiner Hilfe bekommt sie wieder Kontakt zu den Wissenschaftlern. Trotz des Widerstands vieler Barone und Baroninnen (Mitglieder der Kinder des Judas) wird Scylla in den erlesenen Kreis der Cognatio aufgenommen. Doch ziemlich schnell bemerkt sie, dass der Geheimbund alles andere tut als zum Wohle der Menschheit zu forschen. Er besteht aus Aeternan, einer Vampirart, die von Judas erschaffen worden ist und nach dem ewigen Leben trachtet. Deshalb beschließt Scylla, da sie besonders stark ist, die Kinder des Judas zu vernichten. In dem erbitterten Kampf zwischen den anderen 12 Aeternan und Scylla wird Letztere von ihrem Liebhaber Viktor von Schwarzhagen, einem Vampirforscher, unterstützt. Zusammen mit anderen Vampirarten, die auch nach dem Ende der Kinder des Judas trachten, können sie ein paar töten. Doch auch Scyllas unendlich geliebter Viktor stirbt – er wird von der Vampirin Irina gebissen, die ihn damit zu einem ihrer Art macht. Scylla bringt es aber nicht übers Herz ihren Geliebten zu töten, dies nimmt ihr schließlich Marek ab, der Viktor enthauptet. Marek, der den Kampf überlebt, trachtet ganz besonders nach Scyllas Leben, da sie nicht ihn, sondern Viktor geliebt hat, einen normalen Menschen. Daraufhin flieht Scylla nach Westeuropa.

### 2. Erzählstrang
21. Jahrhundert, Leipzig, Deutschland (20. November bis 31. Dezember):.

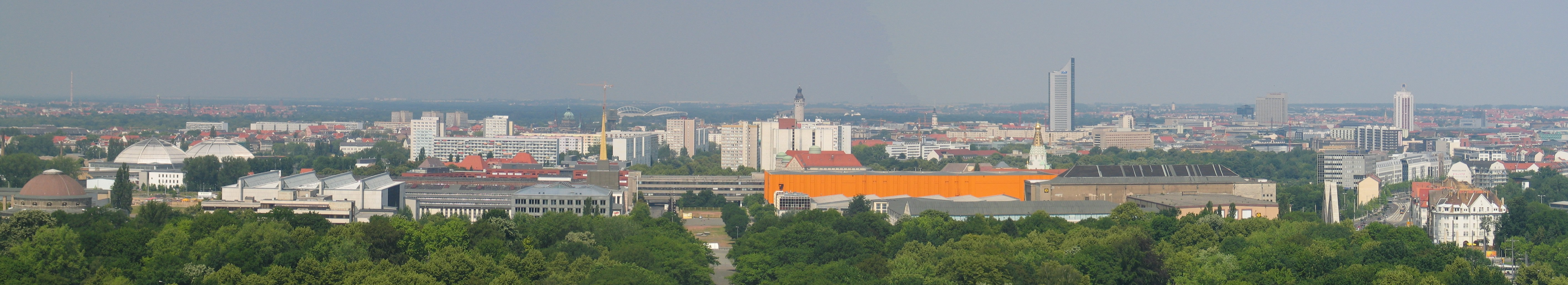
Blick über die deutsche Stadt Leipzig, in der sich der Roman teilweise abspielt.

Wie gewöhnlich, sitzt Theresia Sarkowitz im Krankenhaus am Bett eines Patienten. Diesmal ist es Thea, ein junges, krebskrankes Mädchen im Alter von acht Jahren. Theresia, die aber von den meisten Sia genannt wird, fühlt und weiß gleichzeitig, dass Thea diese Nacht nicht mehr überleben wird, denn sie hat die Gabe, den Tod zu spüren. Sia hat die Aufgabe, im Krankenhaus die Menschen in den Tod zu begleiten. Das Mädchen schläft und die Ärzte meinen, dass sie sich von der Operation erholen würde, doch das Schicksal will es anders. Während Thea ruht, philosophiert Sia über die Melodie des Lebens, Atheisten und sich selbst. Plötzlich wacht das Mädchen auf und verlangt nach einem Glas Wasser. Doch dazu kommt es nicht mehr: Der Tod ist bereits in sie gefahren und hat ihre Seele mitgenommen. Thea ist verstorben.
Sia benachrichtigt die Ärzte und Eltern der Kleinen und macht sich auf den Weg zum Käfigkämpfen, um sich abzureagieren. Noch ist sie unbesiegt in dieser Disziplin. Ihr erster Gegner ist Monsoon. Sia kann ihn besiegen und erleidet nur wenige Wunden, die sich wieder von selbst heilen, denn sie ist eine Vampirin, ein Kind des Judas: die frühere Scylla. Sia lebt in Leipzig und hat sich den Blutdurst abgewöhnt. Nach dem blutigen Kampf macht sie sich auf zu ihrem dritten Job: Türsteherin vor einem Nachtclub. Dort trifft sie auf ihren Todfeind, den sie lange nicht mehr gesehen hat: Marek. Das Gespräch mit ihm verläuft nicht sehr gut. Sia beschließt, ihre Vergangenheit niederzuschreiben: die Geschichte von Scylla (1. Erzählstrang).
In einem neuen Käfigkampf wird sie von Madman herausgefordert. Sia denkt, ihn mit Leichtigkeit besiegen zu können, doch er ist ebenfalls ein Vampir, geschickt von Marek. Die Show endet in einem einzigen Blutbad unter den Zuschauern. Marek schafft es, Sia zur Mühle zu locken, wo sie früher mit Karol gelebt hat. Das Gebäude ist nur noch eine Ruine. Dort wartet das letzte Judaskind auf sie. Marek will die Cognatio wieder zum Leben erwecken. Doch die beiden werden von allen möglichen Vampirarten umzingelt. Darunter ist auch Irina, die Sias geliebten Viktor vor langer Zeit getötet hat. Es kommt zu einer wahnsinnigen, brutalen, entscheidenden Schlacht, in der unter anderem Irina und Marek sterben. Sia kehrt nach Leipzig zurück und will sich noch einmal umbenennen: Jitka von Schwarzhagen.

## Hauptpersonen
Jitka (Scylla oder Sia)
Osmanisches Tributland (1670-1732): Jitka ist die Hauptperson des Romans. Sie wird im Jahre 1662 geboren und erlebt eine Kindheit mit wenig Freunden, da sie wegen ihres Teufelsmals gemieden wird. Als ihre Mutter, Janja, später von Soldaten verschleppt wird, holt sie ihr Vater ab und bildet sie zu einer Wissenschaftlerin und Kämpferin aus. Jitka sucht sich einen neuen Namen: Scylla, eine griechische Sagenfigur. Während dieser Zeit erfährt man sozusagen die komplette Lebensgeschichte Scyllas: Wie sie sich von einem kleinen, neugierigen Mädchen zu einer mächtigen, attraktiven Frau verwandelt, wie sich nach und nach ihr Charakter entwickelt: Scylla wird stärker, erwachsener und rebellischer. Man erlebt auch ihre ersten sexuellen Erfahrungen. Später entdeckt sie ihre wahre Liebe: Viktor von Schwarzhagen. Am Ende wird er jedoch von Irina, einer Vampirin, gebissen. Scylla ist unendlich traurig, doch hofft sie weiter auf eine gemeinsame Zukunft. Diese Hoffnung wird ihr jedoch von Marek, ihrem Halbbruder genommen, indem dieser Viktor köpft und somit endgültig tötet.
Gegenwart, 2007 (20. November bis 31. Dezember): Scylla lebt nun, nachdem sie vor dem Geheimbund nach West-Europa geflohen ist, in Leipzig unter dem Namen Theresia Sarkowitz (Abkürzung Sia). Sie hat gleich drei Jobs: Sterbebegleiterin, Türsteherin und Kämpferin in einem Fight Club. Doch dann trifft sie wieder auf Marek, ein Judaskind (das letzte mit ihr). Er lockt Scylla zur Mühle ihres Vaters, um sie dazu zu bringen, mit ihm die Cognatio neu zu gründen. Plötzlich werden sie von allen möglichen Vampiren angegriffen, angeführt von Irina. Marek erliegt seinen Verletzungen und stirbt. Scylla kehrt daraufhin nach Leipzig zurück.
Karol Illciz
Er ist Scyllas Vater. Karol gehört der Cognatio an und hütet in der Mühle die Formel für das Ewige Leben, nach dem die anderen Mitglieder verzweifelt suchen. Später, nachdem Janja von Janitscharen getötet wird, holt er seine Tochter zu sich und lehrt sie verschiedene Sprachen, wie man seziert und forscht. Er tötet ihren Freund Giure und nimmt ihr das Kind, das sie von ihm hat. Doch Karol wird von den Dörflern, die Giure rächen wollen, getötet.
Viktor von Schwarzhagen
Viktor, ein junger Mann, der einer Händlerfamilie entstammt, reist nach Osteuropa, um die Erinnerungen an seine verstorbene Geliebte zu verdrängen und Handelsbeziehungen zu den dortigen Pelzjägern aufzubauen – das ist zumindest die Variante, die er seinem Vater erzählt. Der eigentliche Grund für seine Reise sind die grauenvollen Geschichten über die lebenden Toten (Vampire), die dort angeblich ihr Unwesen treiben sollen. Er entwickelt sich zu einem Vampirjäger, forscht und tötet die Untoten an der Seite von Zigaros (Zigeunern). Dabei lernt er Scylla kennen und kommt in den Genuss der Liebe. Doch so gerät er schneller als ihm lieb ist in das Visier der Kinder des Judas. Später wird er von Irina, einer Tenjac (eine Vampirart, die Menschen auswählt, die sie dann im Schlaf verführen oder quälen), gebissen. Als er infolgedessen sehr verwundet wird und seinen „ersten“ Tod erlebt, verwandelt er sich in einen Vampir. Doch kurz darauf wird er von Marek getötet.
Marek
Marek ist Karols Sohn und damit Scyllas Halbbruder. Er zeigt sich ihr gegenüber zunächst charmant und heldenhaft, ehe sich herausstellt, dass er sexuelle Absichten hegt: Er will Scylla für sich alleine. Marek, der sie einst vor dem Tod bewahrt hatte, wird zum Todesfeind und verfolgt seine Halbschwester über Jahrhunderte hinweg, bis er 2007 ihr ganzes Leben zerstört, sie in einen Blutswahn treibt und sie schließlich zur Mühle lockt, um gegen alle möglichen Vampirarten zu kämpfen. Doch er erliegt, nach dem entscheidenden Kampf in der Mühle, seinen Verletzungen.

## Rezension
Die Siegener Zeitung meint, Heitz entlocke dem vermeintlich abgegriffenen Vampirismus neue Facetten und gewinne den brutalen Blutsaugern neue, gefühlvolle Seiten ab. Eine fesselnde Lektüre, die man am liebsten in einem Rutsch durchlesen wolle.
Phantastik-News.de schreibt, jede Menge Rätsel, Mysterien, Kämpfe und Offenbarungen, Action und Tempo. Das würde sich wie Kino im Kopf lesen, voller Drive und Spannung. Rasante Lektüre, die den Leser an die Seiten banne, und den Vergleich zu angloamerikanischen Konkurrenten wahrlich nicht zu scheuen brauche.

## Wissenswertes
Im Nachwort des Romans behält sich Markus Heitz vor, weitere Bücher über das Thema Vampire zu schreiben:
„Die Herausforderung, den realhistorischen Kontext des 18. Jahrhunderts anzureißen und in die Geschichte einzubauen, hat mir beim Schreiben dieses Buchs sehr viel Spaß bereitet. Ich werde keinesfalls ausschließen, dass ich mich wieder mit den Vampiren beschäftige. Dazu sind sie zu vielschichtig und zu rätselhaft.“
In Heitz Romanen treten verschiedene Arten von Vampiren auf die größtenteils aus osteuropäischen Überlieferungen beruhen:
- Aeterna – Die Eigenbezeichnung der Kinder des Judas. Aeterna ist das lateinische Wort für „ewig“.
- Dhampire – Halbvampire insbesondere zingarischer Abstammung, die begabte Vampirjäger abgeben. Der Dhampir als Halbvampir stammt aus der Vampirfolklore Albaniens.
- Murony – schwarzmagisch aktive Vampire. Der Murony ist eine Vampirform aus der Sagenwelt Rumäniens.
- Nachzehrer oder „Fresser“ – Vampire die im Grab ihren eigenen Leichnam verzehren. Nachzehrer und Aufhocker entstammen dem deutschsprachigen Sagenraum.
- Nex – Vampire, die Seuchen und Krankheiten unter die Menschen tragen. Nex stammt vom lateinischen Wort für „Tod“.
- Tenjac – „Aufhocker“, die Menschen im Schlaf verführen. Der Tenjac ist eine Vampirvariante aus Kroatien.
- Umbrae – Schattenhafte Wesen mit nur kurzer Lebensdauer. Umbra war in der römischen Mythologie die Bezeichnung für die Schatten oder Geister der Toten.
- Upire – niedere Vampire ohne besondere Fähigkeiten. Upir ist das ukrainische und polnische Wort für Vampir.
- Viesczy – Vampire die von Hexen abstammen und gerne Tiergestalt annehmen. Die Viesczy entstammen der Sagenwelt Russlands.